# Svetozar Marović
Svetozar Marović (en cyrillique serbe Светозар Маровић), né le 31 mars 1955 à Kotor, est un homme d'État monténégrin, président de la Serbie-et-Monténégro de 2003 à 2006, exerçant simultanément la fonction de président du Conseil des ministres.

## Biographie
Marović suit des études de droit à l'université du Monténégro, à Podgorica, et en sort avocat. Il s'intéresse ensuite à la politique et participe à la fondation du parti indépendantiste monténégrin, le Parti démocratique socialiste du Monténégro, qui n'est que le successeur du Parti communiste monténégrin. En 1990, il devient membre du Parlement du Monténégro (État qui fait alors partie de la république fédérative de Yougoslavie) dont il est président de 1994 à 2001. Dans ces années-là, Marović est l'un des proches collaborateurs de Milo Đukanović, chef du gouvernement puis président de la république du Monténégro.
Le 7 mars 2003, Marović est élu par le Parlement pour quatre ans premier président de la nouvelle Communauté d'États de Serbie-et-Monténégro. Il exerce simultanément les fonctions de président du Conseil des ministres du nouvel État.
Le 10 septembre 2003, lors de la visite de son homologue croate Stipe Mesić à Belgrade, Marović présente les excuses officielles de la Serbie-et-Monténégro à la Croatie pour les atrocités commises pendant la guerre d'indépendance. De son côté, Mesić présente lui aussi les excuses officielles de son pays. La position de Marović est particulièrement importante car il est l'auteur du slogan « Une guerre pour la paix » qui a servi de justificatif à l'attaque serbe sur la ville croate de Dubrovnik en 1992.
Le 13 novembre suivant, lors d'une visite en Bosnie-Herzégovine, Marović présente là aussi les excuses officielles de la Serbie-et-Monténégro pour les atrocités commises pendant la guerre. La position du gouvernement bosniaque, qui ne présente de son côté aucune excuse, est largement critiquée par les médias bosniaques et serbes. 
La proclamation d'indépendance de la république du Monténégro le 3 juin 2006 et la proclamation de souveraineté de l'Assemblée nationale de Serbie le 5 juin suivant, entraînent la dissolution des structures étatiques fédérales et mettent fin aux fonctions de Svetozar Marović.  
Svetozar Marović est marié et père de deux enfants.
Considéré comme le bras droit de Milo Đukanović, il est numéro deux du DPS, le parti au pouvoir.
Surnommé le « pacha de Budva », il est arrêté pour corruption et crime organisé en 2015, puis condamné à près de quatre ans de prison, avant de fuir en Serbie. Sa chute, dans un pays où l’impunité des proches du pouvoir est traditionnellement garantie, est perçue par l’opposition comme un règlement de comptes au sein du régime.